# Henri Dallier
Henri Édouard Dallier (* 20. März 1849 in Reims; † 23. Dezember 1934 in Paris) war ein französischer Komponist und Organist.

## Leben
Henri Dallier wurde im Alter von 16 Jahren Organist an der Chororgel der Kathedrale Notre-Dame de Reims; Organist der Hauptorgel war zu dieser Zeit Jules Grison. Bereits 1867 komponierte er seine erste Orgelsonate. 1870 bewarb er sich ohne formale Ausbildung erstmals um die Teilnahme am Wettbewerb um den Prix de Rome, wurde jedoch abgewiesen. 1872 trat er in das Conservatoire de Paris ein, wo er Orgelunterricht bei César Franck und Kompositionsunterricht bei François Bazin nahm. 1878 erlangte er bei seiner vierten Teilnahme um den Prix de Rome mit der Kantate La fille de Jephté eine lobende Erwähnung. Im gleichen Jahr erhielt er beim Orgelwettbewerb am Conservatoire den ersten Preis.
Daraufhin übernahm Dallier die Stelle des Organisten an der Pariser Kirche St-Eustache, die er bis 1905 innehatte. Hier stand ihm ab 1879 eine große von Joseph Merklin erbaute Orgel zur Verfügung. Sein Ruf als bedeutender Organist verbreitete sich bald, und er wurde u. a. zur Einweihung der Cavaillé-Coll-Orgel der Pfarrkirche Notre-Dame d’Auteuil (mit Charles-Marie Widor) und zum Eröffnungskonzert an der Konzertorgel im Palais du Trocadéro zur Weltausstellung von 1889 eingeladen. Camille Saint-Saëns widmete ihm 1895 sein drittes Prélude et fugue.
Als Gabriel Fauré als neuer Leiter des Conservatoire de Paris seine Organistenstelle an La Madelaine aufgeben musste, wurde Dallier sein Nachfolger an der viermanualigen Cavaillé-Coll-Orgel der Kirche. In dieser Funktion spielte er bei den Begräbnisfeierlichkeiten sowohl von Camille Saint-Saëns 1921 als auch von Gabriel Fauré 1924.
Neben seiner Tätigkeit als Orgelvirtuose und Komponist widmete sich Dallier auch dem Unterricht. An der École Niedermeyer zählte Joseph Noyon zu seinen Schülern. Am Conservatoire de Paris war er von 1908 bis 1928 Professor für Harmonielehre.
Neben Orgelwerken komponierte Dallier auch Klavierstücke, Kammermusik (u. a. ein Streichquartett und ein Klavierquintett), eine Sinfonie und Chorwerke. Das Detroit Chamber Trio nahm 2005 ein Trio Dalliers aus dem Jahr 1898 auf.

## Werke
- Calypso, Kantate, 1872
- Rebecca à la Fontaine, Kantate, 1877
- La fille de Jephté, Kantate, 1878
- Six grand prèludes pour la Toussaint für Orgel, 1891
- O filii et filiae, Offertorium, 1896
- Les vedanges de Champagne für fünfstimmigen Chor
- Symphonie, 1905
- Deux Offertoires für Orgel oder Harmonium, 1914
- Cinq Invocations für große Orgel, 1925
- Paraphrases liturgiques
- Pastorale pour Noel, 1928